# Luis de Velasco
Luis de Velasco, nome completo Luis de Velasco y Ruiz de Alarcón (Carrión de los Condes, 1511 – 31 luglio 1564), fu il secondo viceré della Nuova Spagna, a metà del XVI secolo.

## Biografia
Figlio di un potente nobile, Velasco ricevette un'educazione formale in giovane età. Nel 1547 era diventato viceré e capo delle forze armate del Regno di Navarra.
Colpito dai risultati ottenuti da Velasco e dalla sua lealtà alla Corona spagnola, re Carlo V lo mandò in Nuova Spagna nel 1550, con la richiesta di gestire i problemi delle colonie spagnole, tra cui i sistemi dello schiavismo e delle encomienda. Si fece accompagnare dal figlio omonimo, anche lui futuro viceré della stessa colonia. Velasco sostituì il precedente viceré, Antonio de Mendoza.
A Mendoza era stato chiesto di scegliere se restare in Nuova Spagna o assumere il posto di viceré del Perù, lasciando a Velasco l'altro incarico. Velasco giunse a San Juan de Ulúa il 23 agosto 1550. Passò il mese di settembre a Puebla, mentre Mendoza effettuava la sua scelta. Alla fine i due decisero di incontrarsi a Cholula, e qui Mendoza scelse il Perù. Il 25 novembre 1550 Velasco fece l'ingresso ufficiale a Città del Messico, diventando quindi il nuovo viceré. Rimase in carica fino alla morte, avvenuta il 31 luglio 1564.
Velasco aiutò i nativi a difendersi dagli abusi degli schiavisti proprietari di miniere, e liberò 150 000 schiavi indiani. Il 25 gennaio 1553 Velasco inaugurò l'Università nazionale autonoma del Messico. Commissionò la fondazione delle città di San Miguel el Grande (oggi San Miguel de Allende) nel 1563, San Felipe de Ixtlahuaca e Nombre de Dios. Istituì pubblici servizi quali ospedali e tribunali per i nativi.
Nel 1558 Città del Messico subì la prima grande inondazione dell'epoca coloniale spagnola, e subito dopo un'epidemia. Il viceré fece tutto quanto in suo potere per aiutare le molte vittime.
Fino al 1560 Velasco governò con poteri illimitati. Nonostante non avesse commesso abusi, in quell'anno la Audiencia ed altri potenti spagnoli tentarono di convincere l'imperatore a limitare l'autorità del viceré obbligandolo a chiedere all'Audiencia l'autorizzazione per tutto.
Negli ultimi anni Velasco focalizzò i propri sforzi fondando insediamenti in Florida, esplorando il Pacifico e cercando ulteriori ricchezze per l'impero. Nel 1559 Velasco inviò una flotta di 13 navi guidate da Tristan de Luna y Arellano a creare insediamenti sulla costa orientale della Florida. La spedizione fallì quando i nuovi villaggi furono colpiti dalla fame e dagli scontri con gli ostili guerrieri indiani locali. Gli spagnoli furono obbligati ad abbandonare i villaggi.
All'inizio del 1564 Velasco incaricò Miguel López de Legazpi e Andrés de Urdaneta di guidare una spedizione attraverso il Pacifico fino alle isole delle spezie, dove Ferdinando Magellano e Ruy López de Villalobos erano approdati nel 1521 e 1543. Velasco morì nel 1564. Alla sua morte si scoprì che invece di essersi arricchito grazie al suo incarico, si era indebitato fortemente per aiutare poveri ed indiani. Gli succedette Francisco Ceinos come governatore ad interim nel 1564, e Gastón de Peralta come viceré permanente nel 1566.